# Brachygobius kabiliensis
Brachygobius kabiliensis és una espècie de peix de la família dels gòbids i de l'ordre dels perciformes.

## Morfologia
- Els mascles poden assolir 1,8 cm de longitud total.[1][2]

## Alimentació
Menja zooplàncton.

## Hàbitat
És un peix de clima tropical i demersal.

## Distribució geogràfica
Es troba al nord-est de Borneo i el riu Mekong des de Cambodja fins al seu delta.

## Observacions
És inofensiu per als humans.